# Protest live
Protest live je koncertní album kapely Debustrol. Vyšlo jako mini-LP a je to průřez z let 1988–1992.

## Seznam skladeb
1. Závrať
2. Protest
3. Krvavá práce
4. Nekrokrematorium
5. Vstaň z hrobu
6. Vidlov Chotětov
7. Vyznání smrti

## Album bylo nahráno ve složení
- Kolins – kytara, zpěv
- Trifid – kytara
- Cizák – baskytara
- Alan Reisich – bicí